# Jan (Siopko)
Jan, imię świeckie Ihor Siopko (ur. 14 marca 1964 w Równem) – biskup Ukraińskiego Kościoła Prawosławnego Patriarchatu Moskiewskiego.

## Życiorys
Po ukończeniu szkoły średniej, 19 sierpnia 1985 został wyświęcony na diakona, zaś 22 lutego 1987 – na kapłana. W 1991 przeszedł w jurysdykcję Ukraińskiego Autokefalicznego Kościoła Prawosławnego, w ramach którego ukończył seminarium duchowne we Lwowie. W 1993 przeszedł do Ukraińskiego Kościoła Prawosławnego Patriarchatu Kijowskiego, gdzie nadano mu godność biskupa jahotyńskiego. Jeszcze w tym samym roku, 29 grudnia, duchowny złożył oficjalny akt pokutny przed Soborem Biskupów Ukraińskiego Kościoła Prawosławnego Patriarchatu Moskiewskiego i został do niego na nowo przyjęty.
31 grudnia 1993 w ławrze Peczerskiej ks. Ihor Siopko złożył wieczyste śluby mnisze, przyjmując imię Jan na cześć św. Jana Teologa. W roku następnym otrzymał godność ihumena (w styczniu) oraz archimandryty (w sierpniu). W 1996 ukończył studia w Kijowskiej Akademii Duchownej. 13 grudnia tego samego roku miała miejsce jego chirotonia na biskupa perejasławsko-chmielnickiego, wikariusza eparchii kijowskiej. Po czterech latach został przeniesiony na katedrę chustską i wynohradowską, zaś w 2004 podniesiony do godności arcybiskupiej.
W 2006 Święty Synod Ukraińskiego Kościoła Prawosławnego Patriarchatu Moskiewskiego przeniósł go na katedrę chersońską i taurydzką. Po dwóch latach objął zarząd eparchii sumskiej, jednak ordynariuszem w tejże eparchii był tylko sześć dni, od 11 do 17 listopada 2008, gdy Synod zdecydował o jego powrocie na dotychczasową katedrę.
W 2011 wszedł w skład Wyższej Rady Cerkiewnej Ukraińskiego Kościoła Prawosławnego Patriarchatu Moskiewskiego. 17 sierpnia 2015 otrzymał godność metropolity.